# 6564 Asher
A 6564 Asher (ideiglenes jelöléssel 1992 BB) egy marsközeli kisbolygó. Robert H. McNaught fedezte fel 1992. január 25-én.